# Under Our Skin
Under Our Skin: The Untold Story — американский документальный фильм 2008 года, посвящённый так называемой Хронической болезни Лайма, являющейся официально непризнанным диагнозом. Продюсер — Энди Абрахамс Уилсон (Andy Abrahams Wilson). Продолжительность — 103 минуты.

## Описание
Премьера фильма состоялась 27 апреля 2008 года на кинофестивале Трайбека, а общенациональная премьера США — 19 июня 2009 года. Картина повествует об историях нескольких людей, страдающих от хронической формы болезни Лайма, а также о помогающих таким больным врачах, подвергающихся в связи с этим давлению. Фактически, в фильме обвиняется в коррупции Infectious Diseases Society of America. Фильм представляют «раскрывающим скрытую историю медицинских и научных злодеяний и пренебрежения».
В нём утверждается, что болезнь Лайма гораздо более распространена, чем считалось ранее, прежде всего потому, что зачастую диагностируется ошибочно.
Under Our Skin вошёл в шорт-лист премии «Оскар» 2010 года за лучший документальный полнометражный фильм, но не стал призёром. Победитель Fargo Film Festival 2010 года, лучший документальный фильм Sonoma International Film Festival 2009 года. Также отмечен премией специального жюри на Международном фестивале независимого кино WorldFest Houston 2009.
В 2014 году по американскому телевидению был показан сиквел — «Under Our Skin 2: Emergence».